# 斑脸海番鸭
斑脸海番鸭（学名：Melanitta stejnegeri）为鸭科海番鸭属的鸟类，俗名海番鸭、奇嘴鸭。分布于西伯利亚东部、勘察加、鄂霍次克海、南至朝鲜、日本、中国东北及东部海域。该物种的模式产地在西伯利亚堪察加及日本。。多栖息于沿海海滩、内陆淡水河湖间以及湖沼地区。该物种原为绒海番鸭的西伯利亚亚种（学名：M. f. stejnegeri），物种拆分前的中文名亦为斑脸海番鸭。